# Eli Lilly and Company

Lillys logotyp.

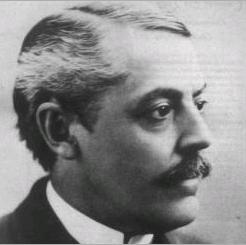
Grundaren Eli Lilly

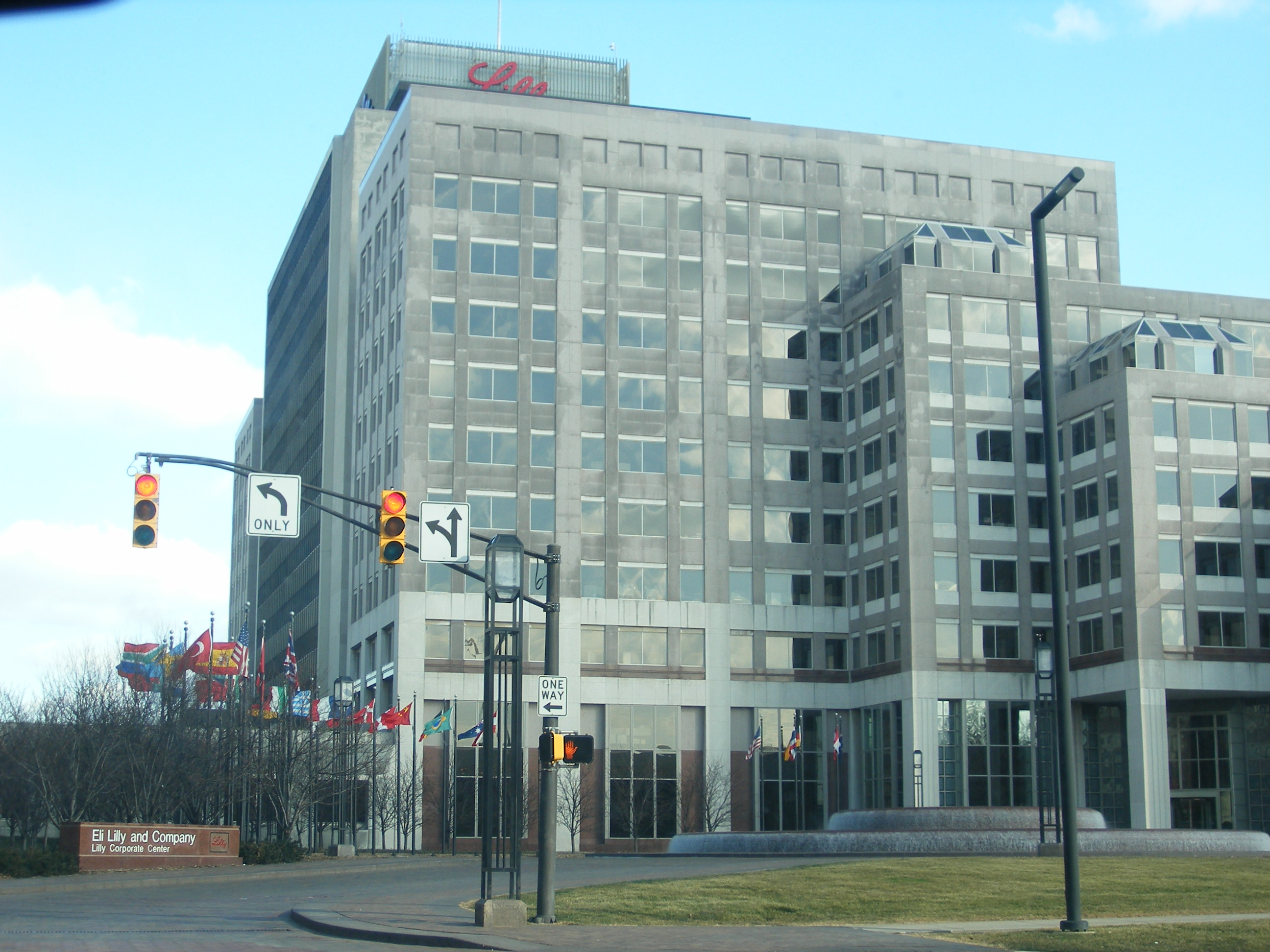
Huvudkontoret i Indianapolis

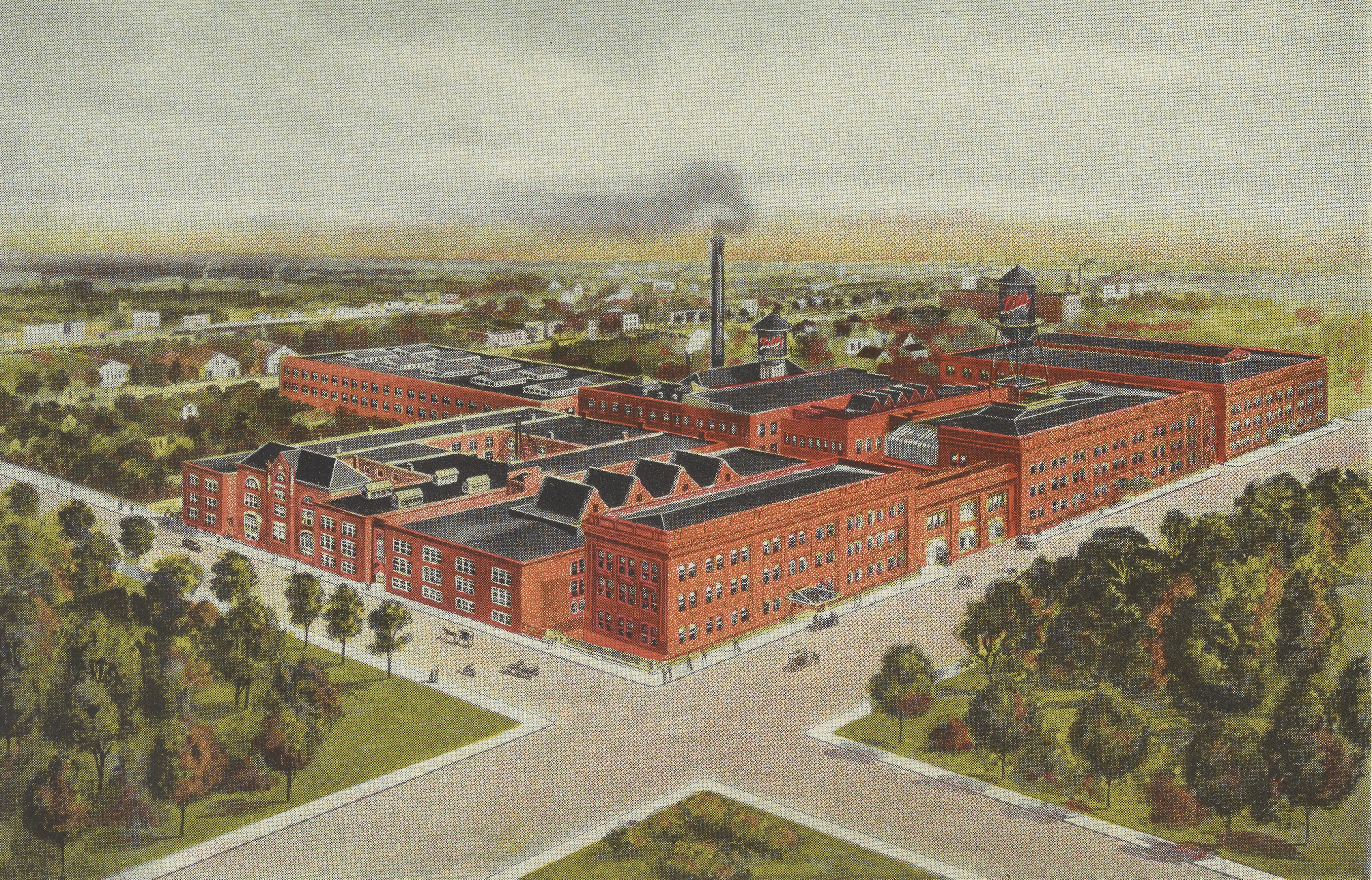
Huvudkontor och fabrik i Indianapolis, ca.1919.

Eli Lilly and Company är ett multinationellt läkemedelsföretag och ett av de största företagen i världen i sin bransch. 

## Historik
Eli Lillys huvudkvarter ligger i Indianapolis i Indiana i USA. Företaget grundades 1876 av läkemedelskemisten Eli Lilly som namngav företaget. 
År 1923 var företaget ett av de första läkemedelsföretagen med en storskalig produktion av insulin. År 1934 öppnades man ett kontor i London och var under andra världskriget ett av de första företagen att massproducera penicillin. Under 1950-talet började företaget ägna sig åt veterinärmedicinsk forskning och på 1970-talet började Lilly genom ett företagsförvärv även tillverka medicinsk utrustning.
Det var vid den här tidpunkten som Lilly blev ett av de största läkemedelsbolagen i USA. Företaget hade då drygt 23 000 anställda världen över och omsatte 1 miljard dollar. För läkemedelsjätten blev 1980-talet ett tungt årtionde med stämningar till följd av de dödsfall i Europa som kopplades till företagets antiinflammatoriska läkemedel Oraflex. Bolaget hämtade sig igen under 90-talet, då flaggskeppet Prozac bidrog till starka försäljningssiffror.

## Läkemedel
Idag både utvecklar och marknadsför företaget olika läkemedel. Företaget har bland annat tillverkat det antidepressiva medlet fluoxetin, som marknadsfördes som Prozac (i Sverige som Fontex). Bland andra produkter märks diabetesmedlet exenatid (Byetta), insulinanalogen insulin lispro (Humalog), ADHD-läkemedlet atomoxetin (Strattera) och neuroleptikumet olanzapin (Zyprexa).
Företagets medicin mot Alzheimers sjukdom, Solanezumab är under klinisk prövning.
I mars 2021 behandlades den första patienten i Sverige med Lillys nya Covid-19-vaccin bamlanivimab.

## Terapiområden
Till huvudsakliga terapiområden hör:
- Centrala nervsystemet (CNS)
- Onkologi (cancer)
- Diabetes
- Hormonbehandlingar
- Vaccin